# Henry Lloyd-Hughes
Henry Lloyd-Hughes, né le 1er août 1985 à Westminster est un acteur britannique. Il est connu pour ses rôles dans Harry Potter et la coupe de feu (2005), Unrelated (2007), Les Boloss : Loser attitude (2008-2010), Miliband of Brothers (2010), Weekender (2011), Anna Karenine (2012), Parade's End (2012) et Indian Summers (2015). À partir de 2018, il prête sa voix à  Flynn Fairwind dans le jeu vidéo World of Warcraft: Battle for Azeroth .

## Vie privée
Il est né en 1985 au Royaume-Uni, fils de l'actrice Lucy Appleby (Docteur ne coupez pas - 1963) et de Timothy Lloyd-Hughes, cadre supérieur de longue date de la Deutsche Bank . Il a deux frères plus jeunes, le directeur artistique Theo Lloyd-Hughes et l'acteur Ben Lloyd-Hughes. Henry et Ben ont tous deux joué dans Miliband of Brothers. Fred Macpherson, chanteur principal du groupe Spector, et anciennement des Incompétents et Ox.Eagle. Lion. Man, est son cousin.
Hughes et sa famille sont tous des supporters du club de football de l'ouest de Londres, Queens Park Rangers.

## Carrière
Lloyd-Hughes est apparu pour la première fois dans la série télévisée La Loi de Murphy en 2004 avant de jouer Roger Davies dans le film de 2005 Harry Potter et la coupe de feu,. Il est ensuite apparu dans le film Unrelated de Joanna Hogg en 2007 aux côtés de Tom Hiddleston.
De 2008 à 2010, il a joué le tyran de l'école Mark Donovan dans la sitcom britannique Les Boloss. Il a repris le rôle dans le film Les Boloss en 2011. En 2010, il joue l'ancien membre du Parti travailliste Britannique David Miliband dans le film documentaire pour la télévision Miliband of Brothers. 
Dans le mélo romantique de 2012, Anna Karenina, il  joue Burisov aux côtés de Keira Knightley et Aaron Taylor-Johnson,.

## Filmographie

### Cinéma
- 2005 : Harry Potter et la coupe de feu :  Roger Davies
- 2007 : Unrelated : Jack
- 2008 : Telstar: The Joe Meek Story : Teddy Boy
- 2010 : Into the Night (Court-métrage) : Ollie Short film
- 2011 : Dimensions : Stephen
- 2011 : Anonymous : Bear Baiter
- 2011 : Les Boloss : Mark Donovan
- 2011 : Weekender : Matt
- 2011 : Colonel Gaddafi: The Lost Footage (Court-métrage): Muamar
- 2012 : A Fantastic Fear of Everything : PC Taser
- 2012 : Anna Karenine : Burisov
- 2013 : Hello Carter : Nicholas Renfrew
- 2014 : Insomniacs (Court-métrage) : Theo
- 2014 : Residents (Court-métrage) : Jack
- 2014 : Madame Bovary : Charles Bovary
- 2015 : Man Up : Daniel
- 2016 : Insaisissables 2  : Allen Scott-Frank
- 2025 : The Thursday Murder Club de Chris Columbus

### Télévision
- 2004 : La Loi de Murphy : Jenson Dawlish (1 épisode)
- 2005 : The Rotters' Club : Culpepper (3 épisodes)
- 2007 : M.I.High : Kyle Whittaker  (1 épisode)
- 2008–2010 : Les Boloss : Loser attitude : Mark Donovan (9 épisodes)
- 2009 : Not Safe for Work : Ray Ray (Téléfilm)
- 2010 : Dirty Sexy Funny
- 2010 : Miliband of Brothers : David Miliband (Docu-fiction)
- 2011 : Shirley : Kenneth Hume (Téléfilm)
- 2012 : The Cricklewood Greats : Paulo DeMarco (Téléfilm)
- 2012 : Parade's End : Capitaine Notting
- 2013 : Ambassadors : Simon Broughton (1 épisode)
- 2014 : The Great War: The People's Story : Duff Cooper (1 épisode)
- 2015–2016 : Indian Summers : Ralph Whelan (Série TV)
- 2017 : Will : Edward Alleyn (1 épisode)
- 2018 : Les Misérables : Pontmercy (mini-série)
- 2018 : La Folle Aventure des Durrell : Durant (1 épisode)
- 2019 : The Inbetweeners: Fwends Reunited Lui-mêmeHimself (1 épisode)
- 2019 : Killing Eve : Aaron Peel (Saison 2)
- 2021 : Les Irréguliers de Baker Street (The Irregulars) : Sherlock Holmes